# Hoofdklasse hockey heren 2019/20
Het seizoen 2019/20 is de 47e editie van de Nederlandse Heren Hoofdklasse Hockey. De reguliere competitie liep van zondag 15 september 2019, met een winterstop tussen 8 december 2019 en 1 maart 2020, tot en met zondag 10 mei 2020. Aansluitend, aan het eind van de reguliere competitie, volgden de play-offs om het landskampioenschap en promotie/degradatie. Hurley nam dit seizoen de plek van degradant SCHC over.
Door het uitbreken van de coronapandemie werd de competitie in maart 2020 stilgelegd. Daardoor werden er geen play-offs om het landskampioenschap of om degradatie gespeeld.

## Clubs
| Club                 | Stad             | Accommodatie                | Coach                   |
| -------------------- | ---------------- | --------------------------- | ----------------------- |
| Almeerse HC          | Almere           | Sportpark Klein Brandt      | Pasha Gademan           |
| Amsterdamsche H&BC   | Amstelveen       | Wagener-stadion             | Jan Jorn van ‘t Land    |
| HC Bloemendaal       | Bloemendaal      | Sportpark 't Kopje          | Michel van den Heuvel   |
| HC Den Bosch         | 's-Hertogenbosch | Sportpark Oosterplas        | Eric Verboom            |
| HGC                  | Wassenaar        | Sportpark De Roggewoning    | Paul van Ass            |
| Hurley               | Amstelveen       | Sportpark Amsterdamse Bos   | Peter Jonker            |
| SV Kampong           | Utrecht          | Sportpark Maarschalkerweerd | Alexander Cox           |
| HC Klein Zwitserland | Den Haag         | Sportpark Klein Zwitserland | Carlos Castano          |
| Oranje-Rood          | Eindhoven        | Sportpark Aalsterweg        | Roger van Gent          |
| Pinoké               | Amstelveen       | Sportpark Amsterdamse Bos   | Jesse Mahieu            |
| HC Rotterdam         | Rotterdam        | Stadion Hazelaarweg         | Albert Kees Manenschijn |
| HC Tilburg           | Tilburg          | Sportpark Oude Warande      | Jeroen Delmee           |

## Ranglijst

### Stand
|         | pos | club              | gs | w  | g | v  | pnt | dv | dt | ds  |
| ------- | --- | ----------------- | -- | -- | - | -- | --- | -- | -- | --- |
| Stabiel | 1.  | Bloemendaal       | 15 | 13 | 2 | 03 | 41  | 54 | 17 | +37 |
| Stabiel | 2.  | Den Bosch         | 15 | 11 | 1 | 3  | 34  | 39 | 22 | +17 |
| Stabiel | 3.  | HGC               | 15 | 10 | 2 | 3  | 32  | 45 | 30 | +15 |
| Stabiel | 4.  | Kampong           | 15 | 8  | 3 | 4  | 27  | 42 | 31 | +11 |
| Stabiel | 5.  | Rotterdam         | 15 | 8  | 3 | 4  | 27  | 38 | 32 | +6  |
| Stabiel | 6.  | Oranje Rood       | 15 | 7  | 2 | 6  | 23  | 39 | 33 | +6  |
| Stabiel | 7.  | Amsterdam         | 15 | 6  | 5 | 4  | 23  | 44 | 28 | +16 |
| Stabiel | 8.  | Pinoké            | 15 | 6  | 3 | 6  | 21  | 36 | 33 | +3  |
| Stabiel | 9.  | HC Tilburg        | 15 | 4  | 1 | 10 | 13  | 25 | 43 | −18 |
| Stabiel | 10. | Klein Zwitserland | 15 | 3  | 1 | 11 | 10  | 17 | 43 | −26 |
| Stabiel | 11. | Hurley            | 15 | 1  | 1 | 13 | 4   | 24 | 51 | −27 |
| Stabiel | 12. | Almere            | 15 | 0  | 2 | 13 | 2   | 20 | 60 | −40 |

Bron: Flashscore

### Legenda
| Kleur | Kwalificatie voor                                             |
| ----- | ------------------------------------------------------------- |
|       | Landskampioen na Play-offs, Plaatsing Euro Hockey League 2021 |
|       | Plaatsing Euro Hockey League 2021                             |
|       | Verliezer Play-offs landskampioenschap en Europees hockey     |
|       | Play-offs tegen degradatie naar de Promotieklasse             |
|       | Degradatie naar de Promotieklasse na Play-offs                |
|       | Degradatie naar de Promotieklasse                             |

Informatie: Wanneer de kampioen van de reguliere competitie ook 
de finale van de play offs bereikt, spelen de verliezend halvefinalisten
play offduels om het derde Europese ticket.

### Uitslagen reguliere competitie
| Thuis ╲ Uit       | ALM | AMS | BLO | DBO | HGC | KAM | KLE | ORA | PIN | ROT | SCH | TIL |
| ----------------- | --- | --- | --- | --- | --- | --- | --- | --- | --- | --- | --- | --- |
| Almeerse HC       |     |     |     |     |     |     |     |     |     |     |     |     |
| Amsterdam         |     |     |     |     |     |     |     |     |     |     |     |     |
| Bloemendaal       |     |     |     |     |     |     |     |     |     |     |     |     |
| Den Bosch         |     |     |     |     |     |     |     |     |     |     |     |     |
| HGC               |     |     |     |     |     |     |     |     |     |     |     |     |
| Hurley            |     |     |     |     |     |     |     |     |     |     |     |     |
| Kampong           |     |     |     |     |     |     |     |     |     |     |     |     |
| Klein Zwitserland |     |     |     |     |     |     |     |     |     |     |     |     |
| Oranje Rood       |     |     |     |     |     |     |     |     |     |     |     |     |
| Pinoké            |     |     |     |     |     |     |     |     |     |     |     |     |
| Rotterdam         |     |     |     |     |     |     |     |     |     |     |     |     |
| HC Tilburg        |     |     |     |     |     |     |     |     |     |     |     |     |

Bron: Flashscore

### Topscorers
| pos | Speler              | Club           | tot.' | vd' | sc' | sb' |
| --- | ------------------- | -------------- | ----- | --- | --- | --- |
| 1.  | Tim Swaen           | HC Bloemendaal | 18    | 0   | 16  | 2   |
| 2.  | Jip Janssen         | SV Kampong     | 17    | 0   | 17  | 0   |
| 3.  | Tanguy Cosyns       | Amsterdam      | 16    | 3   | 13  | 0   |
| 4.  | Maico Casella       | HC Tilburg     | 16    | 12  | 4   | 0   |
| 5.  | Alexander Hendrickx | Pinoké         | 16    | 0   | 13  | 3   |
| 6.  | Jeroen Hertzberger  | HC Rotterdam   | 15    | 0   | 0   | 0   |

## Play-offs Landskampioenschap
Vanwege het stopzetten van de competitie door Corona zijn er geen Play-offs gehouden in dit seizoen.